# 8月13日 (旧暦)
旧暦8月13日は旧暦8月の13日目である。六曜は友引である。

## できごと
- 享保元年（グレゴリオ暦1716年9月28日） - 紀州藩主・徳川吉宗が江戸幕府8代将軍に就任[要出典]
- 享保15年（同1730年9月24日） - 堂島米会所（大坂）の設置が江戸幕府より公式に認可される[要出典]。

## 誕生日
- 正応4年（ユリウス暦1291年9月7日）- 洞院公賢、太政大臣・有職故実学者（+ 1360年）
- 永禄12年（ユリウス暦1569年9月23日） - 立花誾千代、筑前立花氏当主（+ 1602年）
- 康熙50年（グレゴリオ暦1711年9月25日） - 乾隆帝、清の6代皇帝（+ 1799年）
- 文化6年（グレゴリオ暦1809年9月22日） - 横井小楠、儒学者（+ 1869年）

## 忌日
- 承和9年（ユリウス暦842年9月20日） - 橘逸勢、官僚・三筆の一人